# Hyperion (strom)

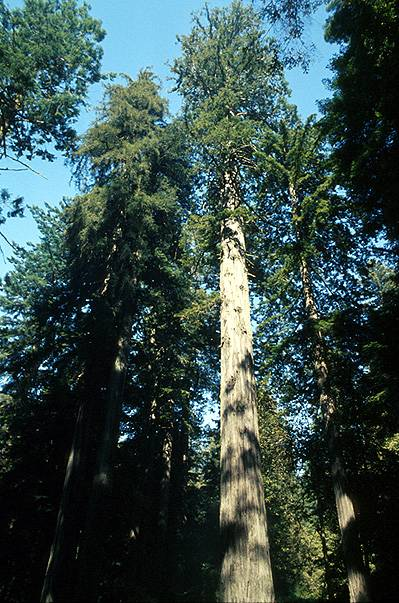
Sekvoj vždyzelená (Sequoia sempervirens) v národním parku Redwood, Kalifornie

Hyperion je jméno nejvyššího známého žijícího stromu na světě. Jedná se o 115,92 metrů vysokou sekvoj vždyzelenou. Strom byl objeven v roce 2006 v Redwoodském národním parku a jeho přesné souřadnice (místo výskytu) byly kvůli obavám z vandalismu zpočátku tajeny. V roce 2022 byl přístup ke stromu omezen, aby nedošlo k poškození okolního prostředí.